# Куранти (Даугавпілс)

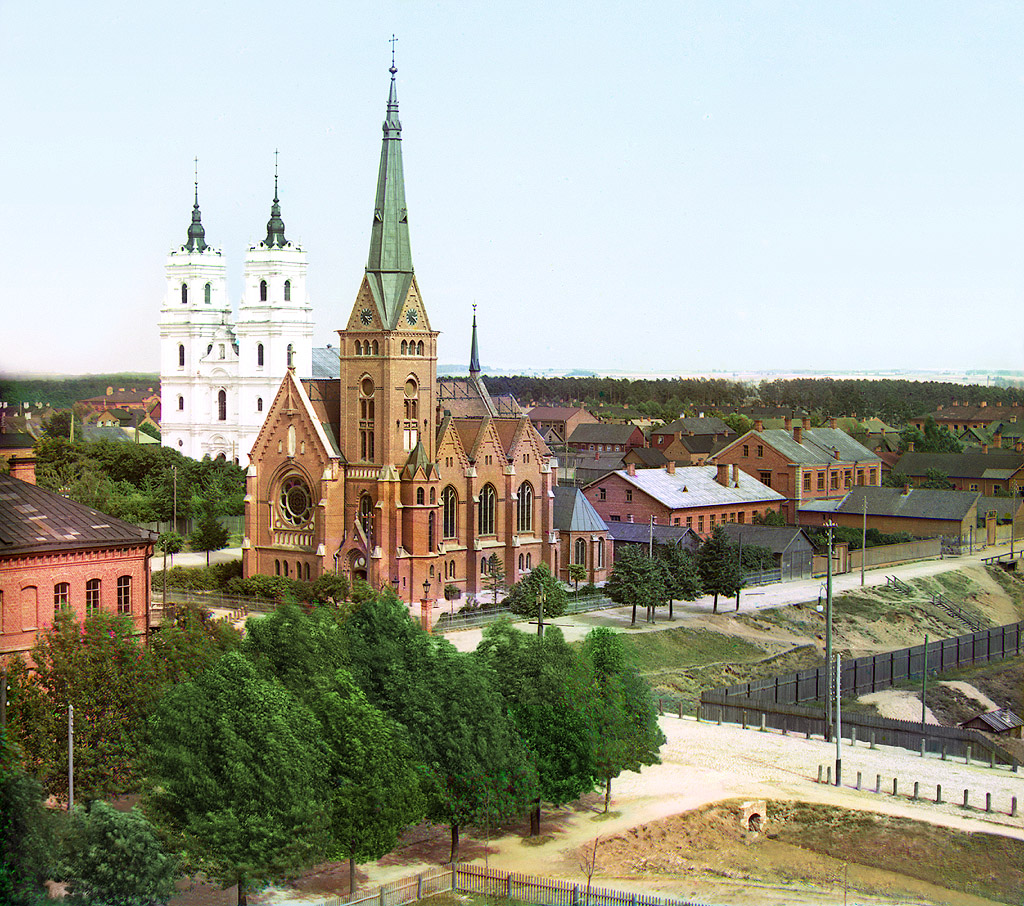
Фотографія Прокудіна-Горського 1912 року

Куранти (годинник з боєм) — перебували в місті Даугавпілс, Латвія.

## Опис
Розміщувалися в башті лютеранської кірхи Мартіна Лютера міста Двінська/Даугавпілса. Мали чотири циферблата по сторонам вежі, бойовий дзвін.

## Історія
Роботу над курантами розпочато в 1900 році, в 1901 були запущені, механізм годинника виготовлений в Страсбурзі, робота коштувала 800 рублів.
Чотири циферблати діаметром чотири фути/1 м. 20 см, вага бойового дзвони сім пудів/112 кг. Пропрацювали з 1901 — червень 1941 року, вежа згоріла, годинник зупинився. Після війни їх здали в металобрухт.

## Фото
Сьогодні є кольорова фотографія Прокудіна-Горського 1912 року, зображення кірхи з годинником в башті, знято з гарнізонної церкви Бориса і Гліба Двінська.

## Теперішній час
14 січня 2016 опубліковано звернення по відродженню курантів церкви до 2017 року, святкування 500-річчя Реформації, розпочатої М. Лютером в 1517 році.